# 喬夫古濟夫
49°54′52″N 26°22′28″E / 49.91444°N 26.37444°E
喬夫胡濟夫（烏克蘭語：Човгузів）是位於烏克蘭西部的村莊，由赫梅利尼茨基州裡赫梅利尼茨基區的泰奧菲波爾市鎮負責管轄。該村始建於1532年，面積2.28平方公里，海拔高度253米，2024年人口688。